# Discomycella tjibodensis
Discomycella tjibodensis är en svampart som beskrevs av Höhn. 1912. Discomycella tjibodensis ingår i släktet Discomycella, ordningen disksvampar, klassen Leotiomycetes, divisionen sporsäcksvampar och riket svampar.   Inga underarter finns listade i Catalogue of Life.